# 정진화 (근대5종 선수)
정진화(鄭振和, 1989년 5월 25일~)는 대한민국의 근대5종 선수이다. 

## 선수 경력
2012년 하계 올림픽에서 개인전 11위에 올라 기존 대한민국 최고 순위였던 1996년 하계 올림픽 당시의 김민섭의 기록을 갱신했다. 2012년 근대5종 세계선수권대회에서는 3위를 기록했다. 2012년에 이어 2016년 리오데자네이루 올림픽, 2021년 도쿄올림픽 등 3회 연속 올림픽에 참가했다.
2021년 세계 선수권 대회에서는 근대5종의 간판 전웅태와 함께 계주 은메달을 획득했다. 이는 2019년 헝가리 부다페스트 대회에 이어 2회 연속이다. 

## 개인사
2018년 tvN 예능 선다방에 출연, 훈남으로 소개됐다.